# Cicloaddizione
Una cicloaddizione è una reazione chimica tra due sostanze lineari o ramificate che porta alla formazione di un composto ciclico.
Le cicloaddizioni sono divise in due classi principali: termiche e fotochimiche.
Sono termiche le cicloaddizioni dette [4+2], ovvero quando si ha reazione tra un composto che mette a disposizione 4 elettroni con uno che ne mette a disposizione 2 - l'esempio più classico è la reazione di Diels-Alder.
Sono invece fotochimiche le cicloaddizioni [2+2] o [4+4]; queste ultime sono molto usate per formare polimeri crosslinked (reticolati), facendo reagire tra loro i doppi legami distribuiti lungo le catene per esposizione a luce UV a 254 nm o 265 nm, o per produrre idrocarburi policiclici come i cubani.